# Municipio de Ingham (Míchigan)
El municipio de Ingham (en inglés: Ingham Township) es un municipio ubicado en el condado de Ingham en el estado estadounidense de Míchigan. En el año 2010 tenía una población de 2452 habitantes y una densidad poblacional de 28,93 personas por km².

## Geografía
El municipio de Ingham se encuentra ubicado en las coordenadas 42°33′35″N 84°18′32″O / 42.55972, -84.30889. Según la Oficina del Censo de los Estados Unidos, el municipio tiene una superficie total de 84.75 km², de la cual 84,62 km² corresponden a tierra firme y (0,15 %) 0,13 km² es agua.

## Demografía
Según el censo de 2010, había 2452 personas residiendo en el municipio de Ingham. La densidad de población era de 28,93 hab./km². De los 2452 habitantes, el municipio de Ingham estaba compuesto por el 97,51 % blancos, el 0,49 % eran afroamericanos, el 0,33 % eran amerindios, el 0,33 % eran asiáticos, el 0,29 % eran de otras razas y el 1,06 % eran de una mezcla de razas. Del total de la población el 1,75 % eran hispanos o latinos de cualquier raza.